# Východné Prašnické sedlo
Východné Prašnické sedlo (920 m) je horské sedlo v hřebeni Velké Fatry, asi 5 km východně od hory Krížna. Sedlem vede Cesta hrdinů SNP, k níž se připojuje cesta z Prašnice i Vyšných Revúc, která vede po staré lesní cestě. Leží v Národním parku Velká Fatra.

## Poloha
Sedlo se nachází v centrální části pohoří Velká Fatra, v geomorfologickém podcelku Hôľná Fatra, v hřebeni, který vede z Krížné na Šturec. Leží na hranici Žilinského a Banskobystrického kraje a okresů Ružomberok a Banská Bystrica. Severní svahy zasahují do katastru obce Liptovské Revúce, jižní patří obci Staré Hory. Směrem na západ leží Veterný vrch (1040 m), směrem na východ pak nepojmenovaný vrch. Asi 1 km odtud na západ se v hřebeni Velké Fatry nachází Prašnické sedlo (1035 m). Sedlo Veľký Šturec (1010 m) je vzdáleno 2 km směrem na východ. Přímo pod sedlem leží na jihu osada Prašnica, jež dala sedlu jméno a v současnosti spadá pod Staré Hory. Severním směrem se nachází hájovna Hajabačka. Sucha dolina, v níž hájovna stojí, klesá k obci Liptovské Revúce. Řeka Revúca, která tudy protéká, odvodňuje severní svahy hřebene do Váhu Oblasti, které se svažují k jihu, napájejí Starohorský potok v povodí Hronu. Ve středověku vedla sedlem jedna z cest spojujících Pohroní a Liptov.

## Přístup
- po  značené trase (Cesta hrdinů SNP):
  - z vrcholu Krížna ve Velké Fatře přes Veterný vrch
  - z Donoval přes sedlo Veľký Šturec
- po  značené cestě:
  - ze severu: z rozcestí Hajabačka v Suché dolině nad Liptovskými Revúcami
  - z jihu: z rozcestí Horný Jelenec (Staré Hory) přes Prašnicu [1]

## Související stránky
- Seznam sedel ve Velké Fatře